# Lydie de Rochefort-Théobon
Lydie de Rochefort-Théobon, comtesse de Beuvron, även känd som Mademoiselle de Théobon, född 1638, död 1708, var en fransk hovfunktionär.
Hon var mätress till kung Ludvig XIV av Frankrike till och från mellan 1670 och 1672. Hon var inte en officiell mätress och relationen var en sexuell förbindelse som togs upp då och då, något som orsakade en del skvaller och missnöje hos Madame de Montespan. 

## Biografi
Hon var markis Jean de Rochefort-Théobon och Anne de Chaussade de la Mothe. Hon var hovfröken åt drottningen mellan 1670 och 1673.  
Kungens affär med Mlle de Théobon började på Château de Chambord år 1670, strax före uppförandet av Molières pjäs Le Bourgeois Gentilhomme. Denna affär nämns i hemliga rapporter från kungen av Preussens ambassadör vid hovet, Spanheim. 
I februari 1673 noterades kungens återkommande intresse för henne av markisen av Saint-Maurice.  
Madame de Montespan, som irriterades av detta återkommande intresse och fruktade risken att bli ersatt, genomdrev 26 november 1673 en reform vid hovpersonalen som innebar att drottningens ogifta hovfröknar skulle ersättas av gifta hovdamer. 
Sedan hon avskedats från drottningens hushåll anställdes hon hos kungens svägerska Elisabet Charlotte av Pfalz, som kom att tycka mycket om hennes sällskap, och var anställd där mellan 1673 och 1678, då hon gifte sig med Charles d'Harcourt, greve av Beuvron, som tjänade i kungens brors garde. Hon kunde stanna vid hovet en tid tack vare sin makes anställning, men förvisades av kungens bror 1682, och brevväxlade en tid med Elisabeth Charlotte. 
Hon blev änka 1688, och försökte förgäves återvända till hovet. Hon tilläts slutligen återvända 1701, då Elisabeth Charlotte blev änka och tog emot henne i sitt hem utan formell anställning. 